# Unternehmen Dschungel
Das Unternehmen Dschungel war der Deckname einer deutschen Militäroperation, die als Kommandounternehmen der deutschen Wehrmacht im Zweiten Weltkrieg in der Sowjetunion durchgeführt wurde.

## Kampfauftrag
Zur Unterstützung der Ostfront und des Unternehmens Barbarossa wurde 1942 durch eine Denkschrift geplant, die Eisenbahnlinie Workuta – Kotlas zu unterbrechen und in Workuta durch die Befreiung und Bewaffnung von Zwangsarbeitern sowjetische Truppen zu binden.

## Mannschaften und Planung
Das Unternehmen beruhte auf einem Vorschlag des Abwehrkommandos 204 an den Leiter der Abwehrgruppe Nord für ein Fernunternehmen mit der Tarnbezeichnung „Dschungel“ vom 21. Dezember 1942.
Grundlage war die im Jahr 1941 erfolgte Fertigstellung der Eisenbahnlinie Workuta – Kotlas, die vor allem kriegswichtige Kohle nach Kotlas, Leningrad, die Nordfront und Wologda transportieren sollte. Weiterhin wurde diese Linie zum Abtransport von Erdöl aus Uchta benutzt. Dies sollte ebenfalls verhindert werden.
Man plante, eine 1 km lange, hölzerne Eisenbahnbrücke über die Petschowa bei Ustj-Koshwa zu zerstören.
Darüber hinaus sollten weitergehende Sabotage- und Zersetzungs-Aufträge durchgeführt werden. Insbesondere sollten in den Zwangsarbeitslagern von Workuta die Gefangenen befreit und bewaffnet werden. Diese sollten zu Plünderungen und Mord an den eher schwachen Zahlen an Bewachungssoldaten aufgewiegelt werden.
Damit wäre für die sowjetischen Truppen ein Gefahrenpunkt hinter der Front entstanden, der durch eine angemessene Zahl von Truppen hätte bekämpft werden müssen, welche der Front dann fehlen würden.

## Durchführung
Der Start des Flugzeuges sollte am 10. Februar 1943 vom Flugplatz Petrosawodsk in Karelien erfolgen, wobei die Mannschaft äußerst wintertauglich ausgerüstet worden war.
Die vorgesehene Mannschaft aus 12 Mann, darunter 2 Funkern, und dem V-Mann Nikolajew ist wie geplant abgesetzt worden. Letztlich ist das Unternehmen aber gescheitert. Im Zuge des Funkverkehrs mit dem abgesetzten, aus V-Leuten bestehenden Kommando kam die Abt. II der Abwehr schließlich zu dem Schluss, dass das Kommando „umgedreht“ worden war und nunmehr für die Gegenseite arbeitete.